# سوزان، خانم صاحبخانه لان
سوزان، خانم صاحبخانهٔ لان (آلمانی: Susanne, die Wirtin von der Lahn) یک فیلم کمدی سکسی به کارگردانی فرانتس آنتل است که در سال ۱۹۶۷ منتشر شد.

## بازیگران
- پاسکال پتی
- تری توردایی
- هارالد لایپنیتز
- اسکار سیما
- ژاک ارلن
- گانتر فیلیپ
- ژودیت دورنیس
- رزماری لینت